# Mielőtt befejezi röptét a denevér
Pour plus de détails, voir Fiche technique et Distribution.
Mielőtt befejezi röptét a denevér (littéralement « avant que la chauve-souris n'achève son vol ») est un film hongrois réalisé par Péter Tímár, sorti en 1989.

## Fiche technique
- Titre : Mielőtt befejezi röptét a denevér
- Réalisation : Péter Tímár
- Scénario : Péter Tímár
- Musique : Zoltán Farkas
- Photographie : Sándor Kardos
- Montage : Péter Tímár
- Société de production : Dialóg Filmstúdió
- Pays :  Hongrie
- Genre : Drame et thriller
- Durée : 91 minutes
- Dates de sortie : 
  -  Hongrie : 1989

## Distribution
- Gábor Máté : László
- Róbert Csontos : Robi
- Erika Bodnár : Teréz
- Dezső Garas : Zenetanár
- Oszkár Gáti : Nyomozó

## Distinctions
Le film a été présenté en sélection officielle en compétition lors de Berlinale 1989.